# 萨尔布吕肯戰役
萨尔布吕肯战役（德語：Schlacht bei Saarbrücken）是普法战争期间法兰西帝国与普鲁士王国之间的第一次重大交战。战斗于1870年8月2日在萨尔布吕肯附近进行。
由夏爾·弗羅薩将军和弗朗索瓦·巴赞元帅率领的第二和第三军于1870年8月2日成功越过萨尔河，他们在镇郊遇到了小型普鲁士分遣队，但他们在夺取驻军的努力中没有被耽搁。当天晚些时候，大规模战斗最终爆发，第16步兵师的第40普鲁士团很快被赶出城镇，因为法国人凭借数量上的优势以及更准确和可靠的沙塞波特步枪击败了普鲁士守军。当天结束时，法国伤亡报告估计他们有10人死亡、受伤或失踪，其中包括一名军官，尽管有人估计伤亡人数可能高达86人。另一方面，普鲁士人大约有76-83人被杀、受伤或失踪。战斗结束后，拿破仑三世给他的妻子欧仁妮·德·蒙提荷皇后写了一封电报，内容如下：
|  | 路易接受了火的洗礼；他非常冷静，有点令人印象深刻。福萨德指挥的一个师在高处俯瞰萨尔。路易斯和我在前线，子弹从我们周围掉下来。路易斯留着一个球，他在战场上捡到的。士兵们为他的安宁感到高兴。我们失去了一名军官和十名士兵。 ——拿破仑三世 |

战斗决不是战争的决定性因素。尽管如此，法国对萨尔布吕肯的占领证明了沙塞波特步枪与德雷塞步枪相比的可靠性和准确性，后者后来在战争的最初几个月造成了德国的重大伤亡。然而，这场战斗将是弗朗索瓦·巴赞在战争期间为数不多的成功之一，因为仅仅两天后，德军就袭击了边境城镇维森堡。随后法国在维桑堡战役中的失败迫使他们从萨尔布吕肯撤退并专注于保卫祖国。